# Dany Duflot-Privat
Pour les articles homonymes, voir Duflot.
Dany Duflot-Privat est une skieuse nautique française née le 17 septembre 1943. 

## Carrière sportive
Elle remporte deux titres de championne du monde en figures en 1965 et 1967 et six titres de championne d'Europe entre 1962 et 1967.
Elle est aussi vice-championne du monde en figures en 1961 et 1962.

## Notoriété et distinctions
Elle se voit décerner en 1965 le prix Monique Berlioux récompensant la sportive ayant réalisé la performance la plus remarquable de l’année écoulée.
De plus, elle se voit attribuer la médaille de chevalier de l'ordre du mérite.[réf. nécessaire]